# Gotha G.VI
De Gotha G.VI is een Duitse experimentele strategische bommenwerper ontworpen door Hans Burkhard.
De Gotha G.VI is in feite een verder ontwikkelde Gotha G.V. Een van de weinige verschillen tussen deze typen is het asymmetrische vliegtuigontwerp, het eerste ooit.
In een poging om de luchtweerstand te verminderen, bestudeerde Hans Burkhard, hoofdingenieur van de Gothaer Waggonfabrik, verscheidene mogelijkheden. Hij kwam tot de conclusie dat de luchtweerstand drastisch verminderd kon worden door het aantal voorwerpen op de romp te beperken, en op 22 september 1915 kreeg hij het patent op zijn ongebruikelijk ontwerp.
Bij de G.VI was er slechts één gondel, aan de linkerkant. De enige propeller van het toestel bevond zich vlak voor de plaats van de piloot.
Na proeven kwamen grote problemen met de wendbaarheid aan het licht. Door de wapenstilstand op 11 november 1918 kwam het vliegtuig niet verder dan de testfase.
Gotha G.I · Gotha G.II · Gotha G.III · Gotha G.IV · Gotha G.V · Gotha G.VI · Gotha G.VII · Gotha G.VIII · Gotha G.IX · Gotha G.X · AEG DJ.I · AEG G.I · AEG G.II · AEG G.III · AEG G.IV · AEG G.V · AEG J.I · AEG J.II · AEG R.I · Friedrichshafen G.II · Friedrichshafen G.III · Hannover CL.II · Junkers CL.I ·  Junkers J.I · Rumpler G.I  · Rumpler G.II · Rumpler G.III  · Zeppelin-Lindau Rs.II  · Zeppelin-Lindau Rs.III · Zeppelin-Lindau Rs.IV · Zeppelin-Staaken R.VI